# Art Blakey's Jazz Messengers with Thelonious Monk
Art Blakey's Jazz Messengers with Thelonious Monk è un album jazz pubblicato nel 1958 per l'etichetta Atlantic Records (catalogo SD 1278). Si tratta di una collaborazione tra i Jazz Messengers, il gruppo guidato dal batterista Art Blakey, e lo special guest Thelonious Monk al pianoforte. Si tratta dell'unica volta in cui Monk registrò per l'etichetta Atlantic. 

## Retroscena
Nelle sessioni sia per Blue Note sia per Riverside, Blakey supportò Monk in varie occasioni durante il decennio precedente: Monk gli restituì dunque il favore in quest'unica sessione per Atlantic. Blakey era sul punto di iniziare un contratto a lungo termine con Blue Note, mentre Monk era nel bel mezzo della sua permanenza sotto Riverside. 
Monk, un mese dopo queste registrazioni, avrebbe dato il via alla propria residenza estiva e autunnale presso il Five Spot di Cooper Square dopo aver riacquistato la propria cabaret card, senza la quale gli era stato vietato di suonare nella maggior parte dei club di New York. Il quartetto di Monk, esibendosi insieme a John Coltrane, avrebbe portato la fama di Monk ben oltre la ristretta cerchia degli appassionati di jazz. Non a caso Atlantic rilasciò questo album oltre un anno dopo la sua registrazione, giovandosi così dell'accresciuta visibilità di Monk.

## Accoglienza
| Recensione                          | Giudizio      |
| ----------------------------------- | ------------- |
| AllMusic                            |               |
| Billboard                           |               |
| The Penguin Guide to Jazz           | (Crown award) |
| The Rolling Stone Jazz Record Guide |               |

Billboard nel 1958 conferì all'album tre stelle su quattro, affermando che questo aveva un "potente buon jazz". AllMusic diede invece all'album una valutazione di quattro stelle su possibili, con l'autrice Lindsay Planer che notò come "entrambi i co-leader sono all'apice della rispettiva abilità d'esecuzione con interpretazioni penetranti di quasi una mezza dozzina di interpretazioni ispirate da questa incarnazione dei Jazz Messengers guidati da Blakey". Infine The Penguin Guide to Jazz assegnò la sua "corona" in segno di approvazione nei confronti dell'album.
Il 16 febbraio 1999 la Rhino Records ristampò l'album rimasterizzato per il compact disc. Vennero incluse tre tracce bonus, tutte uscite dalle sessioni del maggio 1957.

## Tracce

### Lato A
1. Evidence – 6:46 (musica: Thelonious Monk)
2. In Walked Bud – 6:39 (musica: Thelonious Monk)
3. Blue Monk – 7:54 (musica: Thelonious Monk)

### Lato B
1. I Mean You – 8:02 (musica: Thelonious Monk, Coleman Hawkins)
2. Rhythm-A-Ning – 7:20 (musica: Thelonious Monk)
3. Purple Shades – 7:48 (musica: Johnny Griffin)

### Tracce bonus del 1999
1. Evidence (alternate take) – 5:30 (musica: Thelonious Monk)
2. Blue Monk (alternate take) – 6:59 (musica: Thelonious Monk)
3. I Mean You (alternate take) – 7:34 (musica: Thelonious Monk)

## Musicisti
- Art Blakey – batteria.
- Bill Hardman – tromba.
- Johnny Griffin – sassofono tenore.
- Thelonious Monk – pianoforte.
- Spanky DeBrest – contrabbasso.

Produzione
- Nesuhi Ertegun – produzione.
- Earl Brown – ingegnere del suono
- Bob Carlton, Patrick Milligan – supervisione della ristampa.
- Dan Hersch – rimasterizzazione digitale.